# Дансько-шведські війни
Дансько-шведська війна  - цей термін може бути застосований по відношенню до будь-якої війни, в якій Данія і Швеція воювали між собою.
В давні часи Данія була грізною і небезпечною країною. У V столітті прийшли племена данів із Швеції на території Данії. ( Вважається, що країна Danmark - "країна данів" походить від назви цих племен.) Вони підкорили германські племена ютів, англів та хаудів, які мешкали на цій території. До IX століття нащадки данів, ютів, англів та хаудів об'єдналися у великі общини і разом з норвежцями вирушили в завойовницькі війни.Вони захопили частини країн Англії, Німеччини, Швеції. В кінці XIV ст. під владою данських королів опинилися Норвегія, Ісландія, Фінляндія та Швеція. У 1523  році відбулося антиданське повстання, де Швеція відійшла від Данії.
Хронологія:
- Війна за незалежність Швеції, 1521—1523
- Північна семирічна війна, 1563—1570
- Кальмарська війна, 1611—1613
- Дансько-шведська війна 1643—1645
- Дансько-шведська війна 1657—1658. Частина Північних війн, 1657—1658, 1658–1660.
- Дансько-шведська війна (1675-1679)
- Велика Північна війна, 1700—1721

- Данська кампанія (1700)

- Театральна війна, 1788—1789. Частина Російсько-шведських війн, 1788—1790.
- Фінська війна, 1808—1809
- Наполеонівські війни, 1813—1814